# Monsoon (phim 2019)
Monsoon là một bộ phim điện ảnh. Phim có sự tham gia của diễn viên Henry Golding, Parker Sawyers, David Trần và Molly Harris.
Phim đã có buổi ra mắt thế giới tại Liên hoan phim quốc tế Karlovy Vary vào ngày 29 tháng 6 năm 2019.

## Nội dung chính
Kit (Henry Golding), một thanh niên người Anh gốc Việt, lần đầu tiên trở lại đất nước khai sinh của mình sau hơn 30 năm. Anh ta còn trẻ khi cùng gia đình trốn thoát khỏi Sài Gòn với tư cách là 'người tị nạn thuyền' trong chiến tranh Việt-Mỹ. Không còn quen thuộc với đất nước này và không thể nói được tiếng mẹ đẻ của mình, Kit bắt đầu hành trình cá nhân từ Sài Gòn đến Hà Nội để tìm kiếm một nơi để phân tán tro cốt của cha mẹ mình. Trên đường đi, anh gặp gia đình bị ghẻ lạnh của mình thông qua Lee (David Trần thủ vai), một người họ tại Sài Gòn, và yêu Lewis (Parker Sawyers), một người Mỹ có cha đã chiến đấu trong chiến tranh.
Trong chuyến du hành của mình, Kit cuối cùng cũng bắt đầu kết nối với những ký ức về cha mẹ và gốc rễ của mình.

## Phân vai

### Diễn viên chính
- Henry Golding đóng vai Kit
- Parker Sawyers đóng vai Lewis
- David Trần đóng vai Lee
- Molly Harris đóng vai Linh

### Diễn viên khác
- Myan Nguyen đóng vai dược sĩ
- Lâm Vissay đóng vai Henry
- Edouard Leo đóng vai Stephane

## Sản xuất
Phim này đã được trao giải thưởng của Liên hoan phim Sundance / Giải thưởng làm phim toàn cầu Mahindra năm 2014.
Vào tháng 3 năm 2018, đã được thông báo Henry Golding đã tham gia vào dàn diễn viên của bộ phim, với Hong Khaou đạo diễn từ một kịch bản do anh viết. Tracey O'Riordan sẽ nhận vai trò là một nhà sản xuất cho bộ phim, với BBC Films và British Film Institute sản xuất.
Khi phim Lilting (Lilting (film)) phát tại Liên hoan phim Sundance (Sundance Film Festival), Nhà biên kịch danh tiếng Sundance Lab đã đề nghị Khaou đưa ra ý tưởng cho dự án tiếp theo của mình. Trong bốn năm sau đó, với sự hỗ trợ của BFI và BBC Films, bộ phim đã "trải qua nhiều hóa thân khác nhau", ông Khaou nói. Dự án bắt đầu với tư cách là một tay đôi giữa Kit và nhân vật là Lewis, một người Mỹ gốc Phi, trong bộ phim đã hoàn thành, nhưng khởi đầu là Hank, một người Mỹ da trắng. "Trong quá trình viết kịch bản, thông qua các ghi chú khác nhau xuất phát từ những người điều hành và tài chính, người ta cảm thấy rằng câu chuyện của nhân vật Hank - người Mỹ da trắng, về mặt ẩn ý của cuộc chiến - đã được nghe trước đây rồi", ông Khaou nói.
Có nhiều điểm tương đồng giữa kinh nghiệm của Khaou và gia đình của Kit - giống như gia đình của Kit, cha mẹ của Khaou đã đi khỏi Đông Nam Á khi anh ta còn trẻ - trong trường hợp của họ từ Campuchia - và anh ta cũng lớn lên ở Anh, nhưng anh ta muốn xa cách ít từ bộ phim. "Tôi đã không muốn làm nhân vật này hướng về tôi quá nhiều, mặc dù tôi đoán rằng điều đó là không thể tránh khỏi. Tôi muốn ẩn đằng sau nhân vật người Việt này, để nói về những cảm giác và vấn đề muốn nói, tôi đã luôn luôn phải chạy trốn khỏi một đất nước bị chiến tranh tàn phá và cuộc đấu tranh cho ý thức về bản sắc văn hóa", ông Khaou nói.
Trong khi Kit tập trung ban đầu là vào việc tìm kiếm dấu vết của gia đình anh ta ở Việt Nam - nhờ ảnh hưởng của Lewis và Linh - anh ta đắm chìm trong Việt Nam hiện đại, quốc tế mới nổi, chiến đấu để giải thoát khỏi quá khứ. Điều này cung cấp bối cảnh cho bộ phim, một điều hiếm khi được chiếu trong điện ảnh phương Tây. "Việt Nam đang thay đổi rất nhanh. Nước này đang muốn trở thành đất nước mới thú vị này, và mọi thứ đều có thể làm được ở đó", ông Khaou nói. "Tôi muốn Kit có ý thức rằng khi anh ấy đến Việt Nam thì đây là nơi xa lạ và anh ấy phải từ từ xây dựng mối quan hệ với nó."

## Phát hành phim
Monsoon đã có buổi ra mắt thế giới tại Liên hoan phim quốc tế Karlovy Vary (Karlovy Vary International Film Festival)vào ngày 29 tháng 6 năm 2019.

## Đánh giá của phim
Demetrios Matheou, trong bài đánh giá của mình cho  Screen Daily  ra khỏi Liên hoan phim quốc tế Karlovy Vary, nói rằng "đây là một tác phẩm được quay một cách cảm động, chu đáo và tuyệt đẹp, cả hai đều xem xét kinh nghiệm của nhân vật về sự dịch chuyển và nhẹ nhàng gợi lên một đất nước di chuyển hăng hái tiến về phía trước trong khi một số vẫn còn bị trói đau đớn về quá khứ. "